# スカイA
株式会社スカイA（英: sky-A, Inc.）は、CSデジタル放送を行っている衛星基幹放送事業者。スポーツ・カルチャー番組専門チャンネル「スカイA（スカイ・エー）」を運営している。
朝日放送グループホールディングスの連結子会社で、送出マスター設備も大阪市福島区の朝日放送社屋内に設置されている。

## 概要
1990年2月、朝日放送を母体に株式会社サテライト・エー・ビー・シーを設立、同年8月「Ch.O」（チャネル・オー）として、ケーブルテレビ向けに放送を開始した。1994年にはCS BAANでの放送を開始、チャンネル名も「スカイ・A」（スカイ・エー）に変更。1996年よりパーフェクTV!（現・スカパー!プレミアムサービス）、1999年よりディレクTVで放送開始（2000年9月30日終了）。2001年9月1日には社名を株式会社スカイ・エーに変更した。
2002年よりスカイパーフェクTV!2（現・スカパー!）においても、同じスポーツを扱うジェイ・スポーツ・ブロードキャスティング（J SPORTS、現・ジェイ・スポーツ）・スペースビジョンネットワーク（現・GAORA SPORTS）などと共に設立した東経110度CSデジタル放送委託放送事業者（現・衛星基幹放送事業者）のアクティブ・スポーツ・ブロードキャスティングを通じ放送開始。2006年10月1日より、チャンネル名を「スカイ・A sports+」に変更したが、2016年4月1日に「スカイA」へと再変更している。また、2020年4月1日には商号を株式会社スカイAに変更し、商号とチャンネル名が同一となった。
プロ野球・阪神タイガース公式戦をはじめ、全国高校野球選手権大会全試合完全録画中継、JLPGAステップ・アップ・ツアーなどといったスポーツ中継番組を主に編成している。
バラエティ番組では『探偵!ナイトスクープ』『相席食堂』などのABCテレビ制作番組を放送しているが、2010年代以降はオリジナル番組として、吉本興業以外の芸能事務所（松竹芸能・グレープカンパニー）が主催するお笑いライブも放送している。
また、2004年度まで放送してきた大阪近鉄バファローズと旧オリックス・ブルーウェーブが合併して誕生したオリックス・バファローズの主催試合は、2005年度より不定期でJ SPORTS制作の番組 を放送。2005年-2011年までは東北楽天ゴールデンイーグルスの主催全試合を中継 が行われたが、2012年から楽天主催試合はJ SPORTS制作に移行した。
2012年7月より文字多重放送（クローズドキャプション）による字幕放送開始。当初はスカパー!HD（現・プレミアムサービス）のみで、ABC制作のバラエティー番組で字幕放送に対応しているものに限り提供していたが、現在はリアルタイム字幕放送形式を含めたほぼすべての番組で実施されている。
2012年12月1日、スカパー!（旧・スカパー!e2）でもハイビジョン（HD）放送と字幕放送およびデータ放送（気象警報と津波警報・注意報）を開始。
なお、ディレクTVで正式に開局する前の1998年4月から1999年3月まで、ディレクTV直営の「エキサイティングスポーツ」というチャンネルで、スカイ・A制作のスポーツ番組のみ同時放送が行われた（バラエティー、およびABC/ANN系列制作番組が放送されていた時間帯は、契約上の関係でスポーツを題材にしたビデオクリップを放送していた）。
放送開始は基本的に午前4時から翌日未明3時までが基本となっているが、スポーツ中継が多い日には臨時で終夜放送を行う場合がある。
- 開局当初は連日8:45開始、その後平日のみ2007年3月以後8:15開始に繰り上げられた。
- その後、2013年2月1日より平日のみ7:55開始に繰り上げられた。但し、土曜・日曜は7:40開始。
- 2013年10月7日実施の改編より連日午前5時開始（※正式には、午前4時55分開始。）[6] に繰り上げられ、深夜～早朝の休止時間が短縮（概ね3-5時まで）となる。
- ただし、8月の「全国高校野球選手権大会中継（撮って出しノーカット録画中継）」と、「熱闘甲子園（地上波ANN系全国ネットで前夜に放送されたもののディレー放送）が実施される日は、（特に「スカイAスタジアム（プロ野球中継　録画の場合でも撮って出しノーカット）」やJリーグ中継がある場合、その試合終了後から放送するため）試合が長引いて放送終了時刻が遅くなると、その試合展開によって翌朝の日の出以後に放送終了となる場合もある[7]。
- 時期は不明だが現在は午前4:00開始（ただし、実際には3:55にオープニング→番組宣伝が放送されている）となっており、休止枠は原則3:00-4:00の1時間となっている。

放送終了後は、不定期のメンテナンスがある時を除き電波は出し続けるが、開局当初は放送終了後の深夜=未明から（放送日付上は翌日の）早朝の開始時間まで、フィラータイム（試験電波）でスポーツ文字情報（日刊スポーツプロ野球ステーション、日刊スポーツニュース）とスカイAのおすすめ番組の情報を発信していた。
また、2007年3月でスポーツ文字情報を終了し、4月より2012年7月中旬まではフィラー放送でsky・Asports+の番組情報を発信していたが、2012年7月下旬以後フィラー放送はしておらず、「この時間は放送を休止しています。スカイAに関する情報は、ホームページをご覧ください。」という字幕とともにスカイ・AのURLを表示している（現在は終了）。
かつて放送開始、終了時（フィラー前後）や、番組CM中のジャンクション、あるいは番組案内のナレーションは山寺宏一が担当していた。

## 沿革
- 1990年
  - 2月8日 - 株式会社サテライトエー・ビー・シーとして設立。
  - 8月1日 - 「Ch.O」（チャネル・オー）として、ケーブルテレビ向けに放送開始。主に朝日放送製作の番組などを中心に編成。
- 1994年4月1日 - チャンネル名を「スカイ・A」（スカイ・エー）に変更。CS委託放送事業者として、アナログ衛星放送「CS BAAN」J-9chで放送開始。阪神タイガース・近鉄バファローズなどのプロ野球公式戦をはじめ、スポーツ、趣味教養番組を中心に編成。
- 1996年4月1日 - パーフェクTV!（現・スカパー!プレミアムサービス）Ch.285でデジタル放送開始。CSバーンのチャンネルをJ-9ch→J-7chに変更（衛星劇場と交換）
- 1998年3月31日 - CSバーンの放送を終了。
- 1999年
  - 4月1日 - ディレクTVCh.131で放送開始[8]。
  - 10月 - スカイ・A創立10周年記念番組として、阪神タイガースの特集番組を放送。
- 2000年9月30日 - DIREC TVの放送を終了。
- 2001年9月1日 - 株式会社スカイ・エーに社名変更。
- 2002年4月1日 - スカイパーフェクTV!2（のちのスカパー!e2。現・スカパー!）Ch.CS255で放送開始。委託放送事業者はアクティブ・スポーツ・ブロードキャスティング。
- 2004年9月24日 - 大阪近鉄バファローズ戦の中継を終了（対西武ライオンズ戦、大阪ドーム）。12月には最後の球団特集番組「さよなら大阪近鉄バファローズ」を放送。
- 2005年
  - 2月　- 有料視聴契約加入世帯が500万世帯を突破。
  - 4月1日 - 東北楽天ゴールデンイーグルス戦の中継を開始（対西武戦、フルキャストスタジアム宮城）
- 2006年10月1日 - チャンネル名を「スカイ・A　Sports+」（スカイ・エー・スポーツ・プラス）に変更。と同時に、A+をあしらったマスコットを登場させる。（マスコット名はアッピィー(appy)）
- 2008年
  - 4月1日 - 朝日放送（現:朝日放送グループホールディングス）がスカイ・エーの第三者割当増資を引き受け、朝日放送の連結子会社化[9]。
  - 5月12日 - 本社を大阪市福島区福島2丁目のABCアネックス（ABC新別館）に、放送センターを隣接する朝日放送新社屋へそれぞれ移転（ただし、この時点で送出マスターはABC大淀社屋からのまま）。
  - 6月17日 - 新放送センターからの送出がスタート。同時に送出マスターがハイビジョン（HD）放送対応のもの更新され、HD入力されている番組を中心に画質が向上した。ウォーターマークの表示はHD放送であっても常に4:3の範囲内の位置で表示されており、4:3SDでのレターボックス放送では画面中央寄りにずれる[10]。
- 2009年
  - 4月1日 - ケーブルテレビ向けにハイビジョンでの配信を開始[11]。
  - 5月1日 - スカパー!のハイビジョン放送サービス「スカパー!HD」にてハイビジョン放送を開始（スカパー・ブロードキャスティングによる衛星役務利用放送）。
- 2012年
  - スカパーJSAT保有の日本プロサッカーリーグ放映権・サブライセンスをABCと共に取得（TBSテレビ・TBSチャンネル・J SPORTSも引き続き取得）。この年からJリーグ ディビジョン1・Jリーグ ディビジョン2の生中継（J1は各節1試合を基本　J2はJ1の試合がない週を中心に適宜中継）を開始。またプロ野球の楽天主催試合の放送から撤退（J SPORTSに委譲）。
  - 1月24日 - スカパー!e2のチャンネル番号をCh.255からCh.250に変更（Ch.BS255にて『BS日本映画専門チャンネル』開局に伴う変更。チャンネル番号の誤解を防ぐ理由）。同時に東経110度CS放送における物理チャンネルをND14からND6に変更。
  - 2月10日 - 総務省より東経110度CS放送（HDTV・16スロット）の業務認定を受けることが発表された。
  - 7月1日 - スカパー!HDにて字幕放送を開始。
  - 12月1日 - スカパー!にてハイビジョン放送と字幕放送を開始。これに伴い、衛星基幹放送事業者がアクティブ・スポーツ・ブロードキャスティングからスカイ・エーに変更。
- 2013年
  - 6月30日 - スカパー!プレミアムサービス光にて標準画質放送を終了し、ハイビジョン放送に完全移行した。
  - 10月7日 - 同日からの秋の番組改編に伴い、放送開始時間を繰り上げて毎日午前5時開始に変更（深夜休止枠は変わらず設定）[6]。
- 2014年
  - 5月31日 - スカパー!プレミアムサービスにて標準画質放送を終了し、ハイビジョン放送に完全移行した。
  - 9月 - 早朝放送の開始を4時に繰り上げ、深夜休止枠が1時間前後に縮小。
- 2016年
  - 4月1日 - 10年ぶりにチャンネル名称を「スカイA」に戻し、同時にロゴマークも更新[12]。
  - 12月1日 - スカパー!プレミアムサービスの衛星一般放送事業者が、スカパー・ブロードキャスティングからスカパー・エンターテイメントに変更。
- 2020年
  - 4月1日 - 株式会社スカイAに社名変更。
- 2023年
  - 1月23日 - 放送マスター設備を更新。

## 主な番組

### スポーツ番組

#### 野球

##### プロ野球
- スカイA スタジアム（基本的にTigers-ai制作の阪神タイガース主催試合を放送[13]。年に数回程度ファーム戦も放送）

プロ野球中継・阪神戦については対巨人戦以外はGAORAと放送日程を調整（どちらかが生中継をし、もう一方の局が録画放送）している。
- フレッシュオールスターゲーム
- プロ野球ドラフト会議（高校生、大学・社会人ドラフト。地上波は現在TBS・JNN系列全国ネット）[14]
  - プロ野球ドラフト後夜祭！
  - プロ野球仮想ドラフト会議
  - 原石発掘！ドラフトハンター
- 猛虎キャンプリポート20xx（阪神タイガースのキャンプの模様を毎日生中継・録画中継）
- 阪神タイガース優勝特番
- 阪神タイガースファン感謝デー
- 虎ヲタ ～知ればアナタも人気者～
- みやざきフェニックス・リーグ

##### 高校野球
- 全国高校野球選手権大会中継（開局当初より当日夕方から地上波の録画中継を実施。1995年-2000年までそれとは別にハイビジョン実用試験（アナログBS-9）の同時生中継を行っていた。このため、阪神、近鉄主管試合のプロ野球中継があればそれを挟みながらほぼ1日中高校野球だけの編成となった時期があり、プロ野球中継があると、4試合開催日になれば翌日の第1試合開始直前まで放送し、そのまま翌日の生中継に直結したこともあった。
  - 熱闘甲子園（ABCテレビ・テレビ朝日系、本大会終了後に一挙放送)
  - 全国高等学校女子硬式野球選手権大会（決勝戦）
- 全国高等学校野球選手権大会地方大会決勝[15]
  - 速報!甲子園への道（ABCテレビ・テレビ朝日系、本大会前に一挙放送)
- 明治神宮野球大会・高校の部（2004年から開始。業界初。）スポーツブル内のバーチャル高校野球でも同時配信
- プロ野球現役選手によるシンポジウム「夢のむこうに」

##### 大学野球
- 東京六大学野球(春季、秋季リーグ戦)（一時期は日テレG+等で放送していたが、2009年春季リーグ戦から再開。但し毎週ではなく好カードを抜粋して放送。2012年よりテレ朝チャンネル2と分担して放送。そのため、テレ朝チャンネル2で生放送された試合をSky・A sports+で録画中継することもあるし、その逆もある）
- 明治神宮野球大会・大学の部（2004年から開始。業界初。）

いずれの大会ともテレビ朝日が技術協力しており、一部試合をテレビ朝日のアナウンサーが実況する。スポーツブル内のバーチャル高校野球でも同時配信。

#### ゴルフ

##### ゴルフトーナメント
- スカイA ゴルフシリーズ（西暦）（2015年までは『全部見せます!ゴルフシリーズ』のタイトルで放送）[16]
  - 日本ゴルフツアー及び日本女子ツアーのうち、主にテレビ朝日系列で放送されるゴルフ中継の1番ホールを中心に前半9ホールをカバー。ただし「資生堂 レディスオープン」「CAT Ladies」及び「樋口久子 三菱電機レディス」など一部試合は実施しない（これらはゴルフネットワークの『とことん1番ホール生中継』で放送）。
  - JLPGAステップ・アップ・ツアー（スカイAが全大会独占放送。以前はGAORAで放送されていた）
- GOLF×GOLF（西暦）（テレビ東京系列で放送された男女ツアー競技の遅れネット放送）

##### ゴルフレッスン
- 田中秀道のビッグステップゴルフ
- 菅原大地のサイコーSWING
- BRAVE Presents 〜プロキャディ清水重憲の戦略〜
- 女子プロの練習を覗いてみた。
- ゴルフギアQ
- A-Golf（スペースシャワーTVとの共同制作）
- ライジングレディースゴルフTV
- マダムシンコのゴル友！シリーズ
- 遠藤章造 VS.GOLF（サンテレビジョン制作）
- 真弓&勝成のExpert GOLF（サンテレビジョン制作）
- 橋本マナミのLeader's Golf（テレビ埼玉制作）
- 藤田光里のゴルフ偏差値向上委員会（テレビ埼玉制作）
- Good Luck!（とちぎテレビ制作）
- 真・ゴルフの王様（とちぎテレビ制作）
- ゴルフ侍、見参!（BSテレ東制作）[17]
- ゴルフサバイバル（BS日テレ制作）

#### ボウリング
- パーフェクトボウリング
- ボウリング革命 P★League（土曜日[18] 6:00～6:30・BS日テレ制作） - 2023年6月に日テレG＋から移行。

#### 卓球
- Nojima T.LEAGUE（好カードを抜粋して放送）

#### その他スポーツ番組
- 安田大サーカス団長安田のバズるスポーツ！
- 丹波篠山ABCマラソン大会

### アウトドア番組
- 登山で頂きメシ！
- 工藤公康の「ちょっと過酷な」大人の休日
- Global Sports Premium
- そこに山があるから（BS朝日制作）

### バラエティ
グループ会社であるABCテレビの人気バラエティ番組も放送されている。かつてはABC HOUR（ABCアワー）の枠が設定されたり、「上沼恵美子のおしゃべりクッキング」など様々な番組が放送されていたが、TVerやABEMAでABCテレビの番組配信が始まったことや、スカイAの方針変更などにより減少している。平日の午前および昼間に放送されているが、放送日が祝日の場合は放送されない場合が多い。
なお、地上波で放送されたもの（ABCテレビ以外で放送されたものを含む）については「この番組は再放送です。」という断り書きをする。
なお、テレビ朝日系列で放送されるABCテレビ制作全国ネット番組（ポツンと一軒家、プリキュアシリーズなど）に限り、スカイAで番宣CMを放送している（ドラマ、アニメの場合は予告編を使用）。その場合は画面上に「ABCテレビ・／tv asahi系列で放送」を表示している。
ABCテレビ制作番組でも、『必殺シリーズ』 や『プリキュアシリーズ』等過去に放送されたアニメ・ドラマ作品についてはABCテレビに権利が残っている物も含めて他チャンネル（キッズステーション・時代劇専門チャンネルなど）での放送となる。
- 放送中の番組
  - 相席食堂
  - これ余談なんですけど・・・
  - 探偵!ナイトスクープ
  - M-1グランプリ（敗者復活戦・決勝戦の再放送）

### その他番組
- 比叡の光（KBS京都制作）

## 過去に放送していた番組

### 野球

#### プロ野球
- sky・A STADIUMベストゲーム（阪神の試合から厳選して再放送）
- sky・A STADIUM喝!若虎-YOUNG TIGERS-（阪神の二軍戦。月に1・2試合程度放送されていた。2012年度からは神戸サブ、ナゴヤ球場といったビジター戦も大幅に強化するほか、オリックス二軍ホーム試合も阪神戦以外の試合も放送されていた）
  - スーパーベースボール 虎バン主義（ABC制作 水曜・日曜に阪神のホームゲームが行われる場合に放送。巨人戦はナイトゲームの一部試合のみトップ&リレー放送（19:00～20:52は中断　後に完全録画中継で放送。水曜・日曜は原則としてABC制作のものを放送しているが、2011年と2012年9月5日のみはABC制作分がナイトゲームにおいてトップ&リレーおよび完全中継に関係なくBS朝日で放送されるため、Tigers-aiからの配信となっていた。デーゲームは2011年では地上波中継の有無に関係なく完全生中継であるが、地上波全国中継の場合はTigers-aiからの配信、地上波中継が関西ローカルの場合はそのままABC制作のものが放送される場合が多いが、内容によってはTigers-aiからの配信に差し替える場合もある。2012年のデーゲームは地上波全国中継の場合は地上波放送終了後からの後リレー形式で放送されていた）。* サテライトスタジアム（大阪近鉄バファローズ戦＝藤井寺・日生→大阪ドーム）

スカイ・A初期にはTVKテレビからの供給で横浜ベイスターズ主催の阪神戦（横浜スタジアム）、TCN制作の日本ハムファイターズ戦（東京ドーム）等も中継していた。
  - サンテレビボックス席（サンテレビ制作、水曜・日曜のナイトゲームをABC制作・サンテレビ制作協力で中継する場合あり 不定期で放送。阪神戦がABC・サンテレビで放送されない場合はTigers-aiからの配信=ABCで放送がある場合でも、都合によりTigers-aiに差し替えあり）。* sky・A STADIUM（LIVE RAKUTENわしづかみ）
- アクティブ!ベースボール（オリックス・バファローズ、北海道日本ハムファイターズ、千葉ロッテマリーンズ、横浜ベイスターズ戦）
- オールスター・日本シリーズで、テレビ朝日・並びにANN系列各局（HTB、KHB、ABC、HOME、KBC）製作試合（2011年まで）[21] の録画中継[22]
- プロ野球マスターズリーグ（2006年シーズンから）* ファーム日本選手権
- 近鉄バファローズアワー（ABCラジオのスタジオ生放送の様子をビデオ収録したものを、数日遅れで放送した）
- プロ野球列伝～不滅のヒーローたち～（テレビ愛知制作、テレビ東京系の再放送）
- プロ野球速報
- 楽天わしづかみ
- 虎魂（月1回制作の特番）
- 虎バン（ABC製作）
- 熱血!タイガース党（サンテレビ制作／オフシーズンの時に放送）
- 猛虎紳士録
- NPB AWARDS（2006年以降はJ SPORTSで放送）
- 情熱!スポーツファイル（スカイ・A開局20年企画）

#### 高校野球
- 夏の甲子園・プレイバック（90年代までは思い出の甲子園として70年代後半～90年代前半の試合を1時間ダイジェスト版で放送）
- のじぎく兵庫国体高校野球(硬式・軟式、準決勝と決勝のみ、2006年10月)

#### 大学野球
- 東都大学野球　2011年秋季リーグ戦を4カード（4試合）録画中継した[23]。

### ゴルフ
- スカイAゴルフすぺしゃる（スカイAやテレビ朝日系列、テレビ東京系列で放送された男女ツアー競技の再放送）

#### ゴルフレッスン
- 福本豊&久保樹乃ゴルフの殿堂 in 喜界島
- 青山薫のゴルフ道シリーズ（プロ野球中止、または早終了した場合の穴埋め番組としても放送）
  - ABCの野球解説者やアナウンサーに青山がレッスンをするという形式でABCゴルフ倶楽部（兵庫県）で収録
  - 青山薫のゴルフ道
  - 帰ってきた!!青山薫のゴルフ道
  - 青山薫のゴルフ道PartIII～帰ってきた珠ちゃん～
  - ゴルフ道、きど哀楽～青山薫の考え～（ハイビジョン制作、画面アスペクト比14:9で放送）
  - ゴルフ道　～球道一筋、そらそうよ～　青山薫の考え
  - 青山薫・川合俊一のアタック！ゴルフ道
  - 青山薫のよくBALIゴルフ道！
- 金谷多一郎・矢野燿大の考えるゴルフシリーズ（『青山薫のゴルフ道シリーズ』と同様、プロ野球中止・早終了した場合の穴埋め番組としても放送）

金谷がABCプロ野球解説者の矢野とABCアナウンサー（第4弾までは岩本計介、第5弾は高野純一）にレッスン。第1弾はABCゴルフ倶楽部、第2弾はパサージュ琴海アイランドゴルフクラブ（長崎県）、第3弾は千葉カントリークラブ 川間コース（千葉県）、第4弾は太平洋クラブ御殿場コース（静岡県）、第5弾は沖縄県・宮古島で収録。ゲストとして第3弾に古田敦也、第4弾に片岡篤史、第5弾に宮本慎也（共にプロ野球解説者）を迎えて行われた。
- 平石武則プロのゴルフの基
- 生駒佳与子と武田美保のゴルフSTEP＋
- 田中秀道と福本豊の挑戦！BEST SHOT
- GIRLS GOLF CLUB
- 植草貞夫のゴルフ交遊録（サンテレビ制作）

### サッカー
- 高円宮杯全日本ユースサッカー選手権 (U-18)大会
- インテル・ミラノ チャンネル
- Jリーグ中継
  - 1997年のJリーグ - これは当時ジュピタープログラミング（現JCOM メディア事業部門）がJリーグ中継のCS放映権を保有しながらもスポーツ専門チャンネルが当時なく、中継をするに制限があった（CSN1 ムービーチャンネル内で「CSN1 J SPORTS」という番組として各節1試合のみ生放送した）ための処置として、GAORAとスカイ・エーにもサブライセンスする形で放映を行った。
  - 2012年のJリーグ - この年からJリーグのCSでの放映権が更新され、地上波民放系ではTBSテレビと共にスカパー!からサブライセンスする形で放映権を取得。Jリーグ ディビジョン1の中から原則として各節1試合（他、Jリーグ ディビジョン2も適宜放送）を生中継することになった。なお映像は基本的にスカチャン・J SPORTS[24] と同じ要領でJリーグから委託を受けた各地の放送局・製作プロダクションが関連するため、必ずしもANN系列各局が製作やアナウンサーに関わるとは限らない（実例として、2012年3月17日のアルビレックス新潟対大宮アルディージャはNNS・NNN系のテレビ新潟製作のものであった[25]）。しかし、2013年のJ2では、朝日放送制作の（ガンバ大阪）戦が多く中継されている。
- 日本女子サッカーリーグ
  - 2013年なでしこリーグのうち、主にスペランツァFC大阪高槻に関係する試合を中心に後日の録画中継で放送。

### アメリカンフットボール
- 日本社会人アメリカンフットボール X-League

かつては全試合中継していたが、現在は1stおよび2ndステージは抜粋して数試合を放送。Final StageおよびJapan X Bowlは全て中継していた。
- 関東学生アメリカンフットボール1部リーグ

リーグ戦のうち注目される対戦カードを数試合と、クラッシュボウル東日本代表校決定戦を放送。

### バスケットボール
- 女子バスケット・Wリーグ
- 胸キュン! 女子バスケ
  - Wリーグで活躍する女子プレイヤーを毎回二人ずつ紹介
- バスケットボール・JBLスーパーリーグ→日本バスケットボールリーグ
- B.LEAGUE

### ウィンタースポーツ
スノーボード
- SAJ全日本スキー選手権大会スノーボード競技
- JSBA全日本スノーボード選手権大会
- FISスノーボード世界選手権
- ボーダーズチェイン（冬季放送）
- NO MATTER BOARD（北海道テレビ制作）
- TOYOTA BIG AIR（北海道テレビ制作）
- NO MATTER BOARD（北海道テレビ制作）

スキー
- HTBカップ国際スキージャンプ競技大会
- 札幌国際スキーマラソン

### 陸上競技
- 全日本大学女子駅伝対校選手権大会（大阪大会）
- 福岡国際マラソン（テレビ朝日・KBC制作）
- 東京国際女子マラソン（テレビ朝日制作）
- 神戸女子選抜長距離大会
- 兵庫リレーカーニバル（サンテレビ制作）
- 維新の里 萩城下町マラソン（yab制作）

### 格闘技
プロレス
- それいけ!大阪プロレス～なにわのバトルエンターテイメント～（日曜19:30～21:00ほか）
- めんそ〜れ!沖縄プロレス
- ワールドプロレスリング 不滅の闘魂伝説（テレビ朝日制作）ワールドプロレスリングの映像素材での再放送。

打撃系格闘技
- エキサイトボクシング（関東の興行）
- BOX-1（東海・関西の興行）
- ドラマチックボクシング（大阪帝拳興行）
- J-KICKキックボクシング
- ビッグバン〜統一への道〜（キックボクシング※プロボクシング含む場合有り）

柔道
- 全国高等学校柔道選手権大会

大相撲
- 大相撲マガジン（偶数月）

### その他スポーツ
- アイスホッケー日本リーグ・アジアリーグ
- バレーボール・Vリーグ男子
- 日本ハンドボールリーグ
- パンクラス・ハイブリッドアワー
- ビリヤードウェーブ
- SPORTSシネマ+
- スーパーフットサル
- 世界スーパージュニアテニス選手権大会
- バイクライフTV
- 壮快!!自転車NAVI
- サーフストリート

### 釣り
- 何でも釣ってやろう
- 釣り番組 何やって満ねん
- Fight Fishing
- 釣り情報 山元八郎の濡れ手に魚
- クロスフィッシング2
- 新・週末釣り倶楽部（東日本放送制作）
- 釣り女子TV
- 秘伝!釣りプロの技
- 対決!釣り姫No.1（月1回制作の特番）
- 栗之助の釣りランド（九州朝日放送制作）
- フィッシング・ナウ（テレビ埼玉制作）
- 釣りDAISUKI!（サンテレビ制作）
- ビッグフィッシング（サンテレビ制作 金曜9:00～10:00/初回放送は2ヶ月遅れ　月曜昼にも放送）
- いつでも釣り気分!（シマノ制作）

### クラシック
- ベートーヴェンは凄い! 全交響曲連続演奏会（2005年12月31日）
- ミッドナイトクラシック
- クラシックシアター
- ABCフレッシュ・コンサート

### 料理
- 料理の「り」
- キッチン365
- 料理大学（大阪あべの辻調理師専門学校が制作協力）
- あっと@!おどろく食図鑑

### ABC番組
☆は旧Ch.O時代から継続して放送していた番組。
- ☆必殺シリーズ（再放送。『風雲竜虎編』までの仕事人シリーズと『橋掛人』、『まっしぐら!』『剣劇人』がラインナップだった。）
- ☆金子信雄の楽しい夕食（再放送）
- ☆日曜笑劇場シリーズ
  - なんじゃそら三人組
  - ツッコメディ痛快パラダイス
  - なんやモー目茶苦茶屋
  - 特ダネ野郎えぇチーム
  - 1、2、駐在さんダァ～!!
  - 開運コメディ 今日も大吉!パンパンパン
  - なにわ人情コメディ 横丁へよ〜こちょ!
  - あったか人情コメディ 湯けむりパラダイス!
  - 爆笑!ふれあいコメディ こちらかきくけ公園前
  - 全快はつらつコメディ お笑いドクター24時!!
  - 熱血!人情派コメディ しゃかりき駐在さん[26]
- トレンドクラブ[27]
- すんげー!Best10
- PUSH!!
- リスキーナイト
- ☆CLUB紳助
- ☆摩訶不思議 ダウンタウンの…!?
- ゲーム王
- ハイヒールのどんなんかな予備校
- 森脇健児の切磋たく丸!!
- キスした?SMAP
- 堂本剛のDO-YA!
- ボイガルナイト
- 笑いの剣
- ☆桂南光のこちら夢通り
- 歴史街道
- クイズ!紳助くん[28]
- がんばれ!元気ッズ
- ☆映像タイムトラベル
- せのぶら!
- 上沼恵美子のおしゃべりクッキング（2012年9月打ち切り）
- LIFE〜夢のカタチ〜[29]

### その他番組
- アッピィーチャンネル（「info!sky・A」から改題　ABCの若手女子アナ、あるいは関西在住の女性タレント<2011年度は福原歩ら>がナビゲートする番組宣伝）
- アーティストプレス
- アナパラ～Oh!ラフィーキ～（ABCアナウンサーが出演）
- お家ジムで健康美人
- ふるさとプラザ
- らくごくら（落語)[30]
- あなたも行ける四国八十八ヶ所お遍路の旅（旅物語提供）
- 名水百選 ぶらり旅
- Let'sドンキホーテ（名古屋テレビ制作）
- オジャマンないと!（名古屋テレビ制作）
- 30人31脚地方大会（テレビ朝日ほかANN各局制作、後にテレ朝チャンネルでも放送された。）
- マンスリーわかやまナイズ（テレビ和歌山制作）
- るり色の砂時計（九州朝日放送制作 火曜12:00～12:45）
- きのくに21（テレビ和歌山制作 木曜12:00～12:30、4日遅れ）
- 京のまち（KBS京都制作）
- 心のともしび（地上波で長らく全国放送され、2006年3月で放送終了したカトリック系布教番組の放映権を引き継ぎ、同年7月から放送を復活させていたが、2019年11月を最後に放送終了した）

### 単発番組
以前放送された単発番組（上記以外レギュラー化されていない番組）は以下の通り。
- 東北のラーメンBEST60（東日本放送製作　東北ブロック放送/2006年12月に放送）
- アッピィLIVE夏祭り（2008年8月30・31日）

※この日は全部見せます!ゴルフシリーズ・バナH KBCオーガスタゴルフと、スカイ・Aスタジアム2本立て（楽天対ロッテ、阪神対巨人）を集中生放送する。それに付随してナビゲーターの湯舟敏郎、真弓明信、水野麗奈の3人がスタジオ生放送でのトークを展開するというもの。

## 画面のロゴ表示
スカイAでは画面隅に半透明でロゴマーク（チャンネルロゴ表示）を表示している。現行のものは、2016年4月1日より使われている。現在はインフォメーションを除く、全ての番組にロゴマークを送出している。
なお過去には「円形のAマーク」（1996年ごろ～1998年ごろ）、「sky・Aの旧旧ロゴマーク」（1998年ごろ～2006年10月1日）、「赤文字のA+ロゴマーク（中継時）・sky・Aの旧ロゴマーク（非中継時）」（2006年10月2日～2016年3月31日：2008年6月17日から、送出マスターが更新されたのに伴い、ロゴのサイズが若干大きくなっていた）が使われていた。
2023年1月23日から、送出マスターが更新されたのに伴いウォーターマークのサイズが大きく表示されるように変更された。
普段はCM中表示オフになるが、画面上に試合結果を表示している場合はCM中でも表示をしている。
先述のとおり、表示位置はハイビジョン放送であっても常に4:3の範囲内で表示しているが、4:3SDでレターボックス放送の場合は画面の中央寄りにずれる。その後、テレビ放送の完全デジタル化に追随し、16:9の画面端に表示位置を変更した。

## 番組表が掲載されている新聞・雑誌
- 朝日新聞[31]
- 日刊スポーツ
- デイリースポーツ
- スポーツニッポン（大阪版）など

雑誌
- スカパー!プレミアムサービスTVガイド（東京ニュース通信社発行）
- スカパー!TVガイド BS＋CS（東京ニュース通信社発行）
- デジタルTVガイド（東京ニュース通信社発行）
- 月刊ザハイビジョン（角川マガジンズ発行）